# NGC 5973
NGC 5973 (również PGC 55757) – galaktyka spiralna (S0-a), znajdująca się w gwiazdozbiorze Wagi. Odkrył ją Albert Marth 26 maja 1864 roku.